# Pyrrhocoris
Pyrrhocoris is een geslacht van wantsen uit de familie van de vuurwantsen (Pyrrhocoridae).

## Soorten
- Pyrrhocoris apterus (Linnaeus, 1758) - vuurwants
- Pyrrhocoris fuscopunctatus Stål, 1858
- Pyrrhocoris marginatus (Kolenati, 1845)
- Pyrrhocoris niger Reuter, 1888
- Pyrrhocoris sibiricus Kuschakewitsch, 1866
- Pyrrhocoris sinuaticollis Reuter, 1885